# Matagal

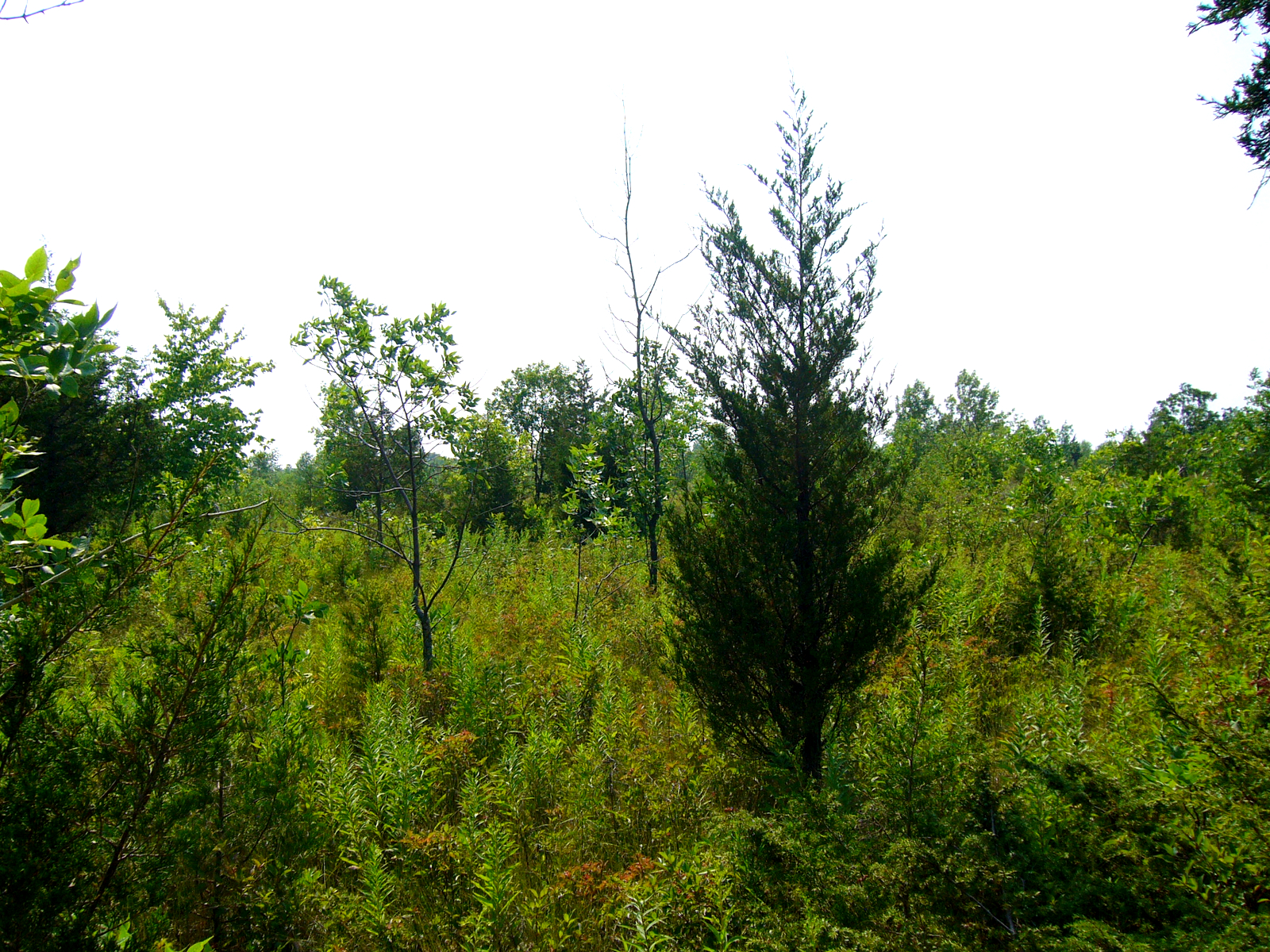
Matagal no condado Prince Edward.

Matagal, mato, mata ou arbustal é o termo genérico que se dá à formação vegetal composta majoritariamente de arbustos (ou mato), com algumas árvores esparsas, mas uma vegetação mais fechada que a da savana.